# Szczekociny (stacja kolejowa)
Szczekociny – dawna stacja kolejowa w Szczekocinach, w województwie śląskim, w Polsce. W 2011 podczas modernizacji linii kolejowej nr 64 zlikwidowano stację wraz z peronem, pociągi pasażerskie od tego czasu nie zatrzymują się w Szczekocinach. Od 2023 mieszkańcy Szczekocin wraz z gminą zabiegają o utworzenie przystanku kolejowego, urząd marszałkowski województwa śląskiego odmówił przywrócenia połączeń ze względu na brak możliwości finansowych.